# Paulina Guba
Paulina Guba (Otwock, 14 maggio 1991) è una pesista polacca, campionessa europea a Berlino 2018.
In carriera ha vinto anche una medaglia d'argento alle Universiadi del 2015 e una medaglia di bronzo alle Universiadi del 2017.

## Palmarès
| Anno | Manifestazione           | Sede           | Evento         | Risultato | Prestazione | Note                                     |
| ---- | ------------------------ | -------------- | -------------- | --------- | ----------- | ---------------------------------------- |
| 2009 | Europei juniores         | Novi Sad       | Getto del peso | 4ª        | 15,63 m     |                                          |
| 2010 | Mondiali juniores        | Moncton        | Getto del peso | 5ª        | 15,20 m     |                                          |
| 2011 | Europei under 23         | Ostrava        | Getto del peso | 4ª        | 17,17 m     |                                          |
| 2012 | Mondiali indoor          | Istanbul       | Getto del peso | 13ª       | 17,15 m     |                                          |
| 2012 | Europei                  | Helsinki       | Getto del peso | 10ª       | 17,09 m     |                                          |
| 2013 | Europei under 23         | Tampere        | Getto del peso | 5ª        | 16,57 m     |                                          |
| 2015 | Europei indoor           | Praga          | Getto del peso | 5ª        | 17,47 m     |                                          |
| 2015 | Universiadi              | Gwangju        | Getto del peso | Argento   | 17,94 m     | Miglior prestazione personale            |
| 2015 | Mondiali                 | Pechino        | Getto del peso | 11ª       | 17,52 m     |                                          |
| 2016 | Europei                  | Amsterdam      | Getto del peso | 11ª       | 16,95 m     |                                          |
| 2016 | Giochi olimpici          | Rio de Janeiro | Getto del peso | 13ª (q)   | 17,70 m     |                                          |
| 2017 | Europei indoor           | Belgrado       | Getto del peso | 6ª        | 18,00 m     | Miglior prestazione personale stagionale |
| 2017 | Mondiali                 | Londra         | Getto del peso | 16ª (q)   | 17,52 m     |                                          |
| 2017 | Universiadi              | Taipei         | Getto del peso | Bronzo    | 17,76 m     |                                          |
| 2018 | Mondiali indoor          | Birmingham     | Getto del peso | 5ª        | 18,54 m     |                                          |
| 2018 | Europei                  | Berlino        | Getto del peso | Oro       | 19,33 m     |                                          |
| 2019 | Mondiali                 | Doha           | Getto del peso | 10ª       | 18,02 m     |                                          |
| 2019 | Giochi mondiali militari | Wuhan          | Getto del peso | Oro       | 18,22 m     |                                          |
| 2021 | Giochi olimpici          | Tokyo          | Getto del peso | 27ª (q)   | 16,98 m     |                                          |
| 2022 | Europei                  | Monaco         | Getto del peso | 20ª (q)   | 16,66 m     |                                          |

## Altre competizioni internazionali
2019
- Campionati europei a squadre di atletica leggera ( Bydgoszcz)